# إشارة اسم الخادم
إشارة اسم الخادم (SNI) هو ملحق لبروتوكول الأمان في طبقة النقل (TLS) الخاص بالشبكات الحاسوبية، حيث يشير العميل إلى اسم المضيف الذي يحاول الاتصال به في بداية عملية المصافحة. .
يتيح هذا الملحق للخادم تقديم أحد الشهادات الممكنة من بين عدة شهادات على نفس عنوان الـ IP ورقم منفذ TCP، وبالتالي يتيح خدمة مواقع ويب متعددة آمنة (HTTPS) (أو أي خدمة أخرى عبر TLS) عن طريق نفس عنوان IP دون الحاجة إلى أن تستخدم كل هذه المواقع نفس الشهادة.
ويُعتبر مكافئ مفهومي للاستضافة الفرعية الافتراضية المبنية على اسم HTTP/1.1، ولكن لـ HTTPS.
هذا يسمح أيضاً للاستثمار لإعادة حركة المرور العميل إلى الخادم الصحيح أثناء إضافة اليد إلى TLS / SSL. لا يتم تشفير اسم المضيف المطلوب في امتداد SNI الأصلي، لذلك يمكن للمستمع أن يرى أي موقع يتم طلبه. حُدد ملحق SNI في عام 2003 في (RFC 3546).